# 斯托普恰蒂夫
48°25′1″N 24°58′28″E / 48.41694°N 24.97444°E
斯托普恰蒂夫（羅馬化：Stopchativ）是烏克蘭西部伊萬諾-弗蘭科夫斯克州科西夫區亞布庫尼夫市鎮的村莊，始建於1515年，面積28.51平方公里，2001年人口2,831。